# El Chauz
El Chauz är en ort i Mexiko.   Den ligger i kommunen La Huacana och delstaten Michoacán de Ocampo, i den södra delen av landet, 300 km väster om huvudstaden Mexico City. El Chauz ligger 232 meter över havet och antalet invånare är 450.
Terrängen runt El Chauz är kuperad åt sydost, men åt nordväst är den platt. Runt El Chauz är det glesbefolkat, med 16 invånare per kvadratkilometer. Närmaste större samhälle är Nueva Italia de Ruiz, 15,8 km norr om El Chauz. Omgivningarna runt El Chauz är en mosaik av jordbruksmark och naturlig växtlighet.